# 157ª Divisione fanteria "Novara"
La 157ª Divisione fanteria "Novara" fu una grande unità di fanteria del Regio Esercito durante la seconda guerra mondiale.

## Storia
Le origini della divisione risalgono alla Brigata "Novara" della prima guerra mondiale, costituita marzo 1915 su 153º e 154º Reggimento fanteria e smobilitata nel novembre 1919.
A partire dal 1941, durante la seconda guerra mondiale, vennero costituite le divisioni di fanteria da occupazione; si trattava di normali divisioni di fanteria, prive della legione di camicie nere, le cui dotazioni prevedevano un numero inferiore di artiglierie ma una quantità maggiore di mitragliatrici. La denominazione "da occupazione" venne abolita nel 1942, ma rimasero comunque immutate le loro caratteristiche di organica e gli scopi operativi.
Il 10 marzo 1942 viene costituita a Trieste la 157ª Divisione fanteria da occupazione "Novara" sui due reggimenti della vecchia brigata, ricostituiti appositamente, e sul 157º Reggimento artiglieria per divisione di fanteria. La grande unità viene schierata sul confine italo-jugoslavo, tra Divaccia, Pola, Sesana e Villa del Nevoso, partecipando ad azioni di rastrellamento contro partigiani jugoslavi infiltratisi in territorio nazionale. La divisione viene sciolta il 1º giugno 1943, cedendo reparti e mezzi per la ricostituzione della 2ª Divisione fanteria "Sforzesca", con tanto di ridenominazione dei 153º e 154º Reggimento fanteria "Novara" rispettivamente in 53º e 54º Reggimento fanteria "Umbria".

## Ordine di battaglia: 1942
- 153º Reggimento fanteria "Novara"
- 154º Reggimento fanteria "Novara"
- 157º Reggimento artiglieria "Novara"
- CLVII Battaglione mitraglieri
- CLVII Battaglione misto genio
  - 257ª Compagnia mista telegrafisti/marconisti
  - 157ª Compagnia mista
- una sezione sanità
- una sezione sussistenza
- una sezione CC.RR.

## Comandanti (1942-1943)
- Gen. D. Vincenzo Paolini